# Histoire des Roms
Pour un article plus général, voir Roms.

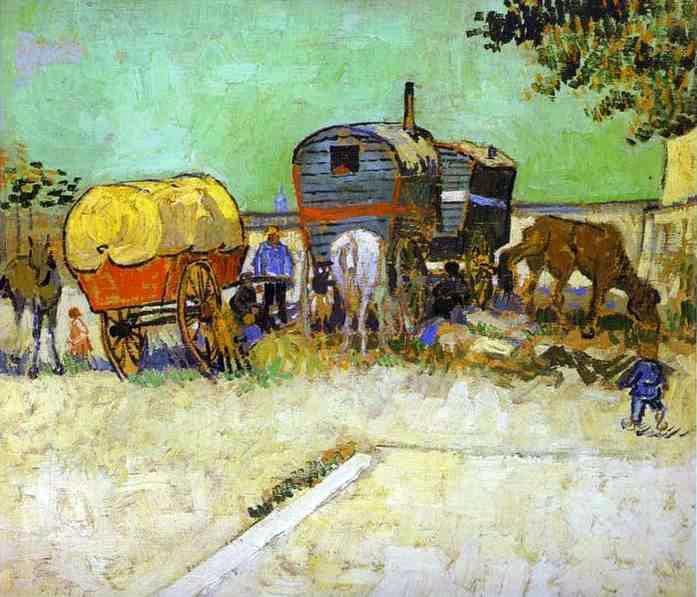
Un campement gitan près d'Arles, vu par le peintre Vincent van Gogh.

L’histoire des Roms, aussi appelés gitans, est controversée pour plusieurs raisons. En premier lieu, la culture roms est fondamentalement orale et ne se concentre pas sur sa propre histoire, de telle sorte qu'il n'existe pas de traces écrites de son passage. Son histoire a été étudiée principalement par des non-Roms qui l'ont souvent analysée de façon ethnocentrique. Les premiers mouvements migratoires roms remontent au Xe siècle et beaucoup d'informations ont été perdues à ce sujet. Il est important de signaler que les premiers groupes gitans ayant atteint l'Europe occidentale ont une origine mystérieuse et légendaire.
L'autre problème à prendre en compte est que l'appartenance à la communauté gitane elle-même est une question difficile. Il n'existe pas de limites claires dans la communauté elle-même, ni en dehors, de qui est gitan et qui ne l'est pas. C'est-à-dire que la dénomination gitan peut, selon l'occasion, avoir un sens strictement ethnique sans considération socio-économique, et à d'autres occasions, désigner une personne d'origine humble.
Les principales sources d'informations sont les témoignages écrits, les analyses linguistiques et la génétique des populations.

## Origines légendaires
L'origine des Roms a fait l'objet de plusieurs légendes. Ils ont été considérés comme les descendants de Caïn, ou liés à la lignée de Cham. Quelques traditions les ont identifiés comme des mages chaldéens de Syrie, ou encore comme une tribu d'Israël égarée durant l'Égypte antique. Une ancienne légende balkanique en fait les forgerons des clous du Christ, raison pour laquelle ils ont été condamnés à errer à travers le monde, bien qu'il n'y ait aucune preuve de la présence de gitans au Moyen-Orient à cette époque. D'autres traditions attribuent leur origine à l'Inde.

## Premiers mouvements migratoires duXesiècle

### Preuves linguistiques de l'origine asiatique des Roms
Vályi István, un étudiant en théologie hongrois à l’université de Leyde rencontre trois étudiants provenant de la Côte de Malabar dans le Sud-ouest de l'Inde dans les années 1760. Il reconnut des similitudes entre la langue parlée par les étudiants indiens et celle des Roms de sa région d'origine près de Komárno actuellement à la frontière entre la Slovaquie et la Hongrie. Il compila une liste de 1 000 mots avec les étudiants indiens qu'il présenta au Roms de sa région qui comprirent sans trop de difficultés la liste de mots.

### Preuves linguistiques de la migration Roms
D'après les études menées par Terrence Kaufman en 1973, l'origine de la langue romani, basée sur les dialectes européens, pourrait se trouver dans le centre de l'Inde et aurait pu par la suite être influencée par les langues des contrées traversées entre le IIe siècle av. J.-C. et le XIVe siècle. Ainsi, la langue a des traces de son passage en Perse, mais ne présente pas d'emprunt conséquent de l'arabe ce qui indique que le passage de cette population par la Perse a eu lieu avant l'islamisation de cette dernière au Xe siècle. Durant les XIe et XIIe siècles, la langue absorbe des éléments des langues du Caucase (tels que l'ossète, le géorgien et l'arménien). Par la suite, il est possible de déterminer une migration par la Turquie, où elle reçoit une influence grecque, mais pas du turc, ce qui indique que son passage est antérieur à l'invasion turque. Vers 1300, les Roms arrivent dans les Balkans où des influences slaves sont détectées. Par la suite, les dialectes européens du romani se divisent, même si Kaufman indique qu'il y a une distinction entre ceux qui ont une influence lexicale du roumain et ceux qui n'en ont pas, à savoir les Roms de Bulgarie et d'Espagne.

### Preuves génétiques de l'origine asiatique des Roms
Les études génétiques valident les recherches linguistiques et historiques, dont celles du chercheur Ian Hancock, des origines des Roms et Sintés. Leurs origines sont issues de divers métissages asiatiques,.

## Extension en Asie mineure auXIVesiècle
En 1322, un moine franciscain appelé Simon Simeonis décrit un peuple aux caractéristiques similaires à celles des Tsiganes vivant en Crète et, en 1350 Ludolphe de Sudheim mentionne un peuple similaire, à la langue unique, qu'il appelle les « mandapolos » (mot qui semble dérivé du grec mantes, désignant un « prophète » ou un « devin »). En 1360, un fief gitan indépendant (appelé Feudum Acinganorum) est établi à Corfou et se transforme en « communauté stable, et une part importante et ancrée de l'économie ». La région occupée par cette communauté rom était appelée « petite Égypte » et les pèlerins qui la traversaient pour se rendre en Terre sainte répandirent dans toute l'Europe l'appellation d'« Égyptiens » pour désigner ses habitants. Cette appellation a donné les noms d’egitanos, gitanos, gitans, egypsies et gypsies. En plus des indications grecques, une importante communauté est également décrite dans les Balkans, en terres serbes, bulgares et roumaines au XIVe siècle.

## Première grande diaspora (XVe siècle)

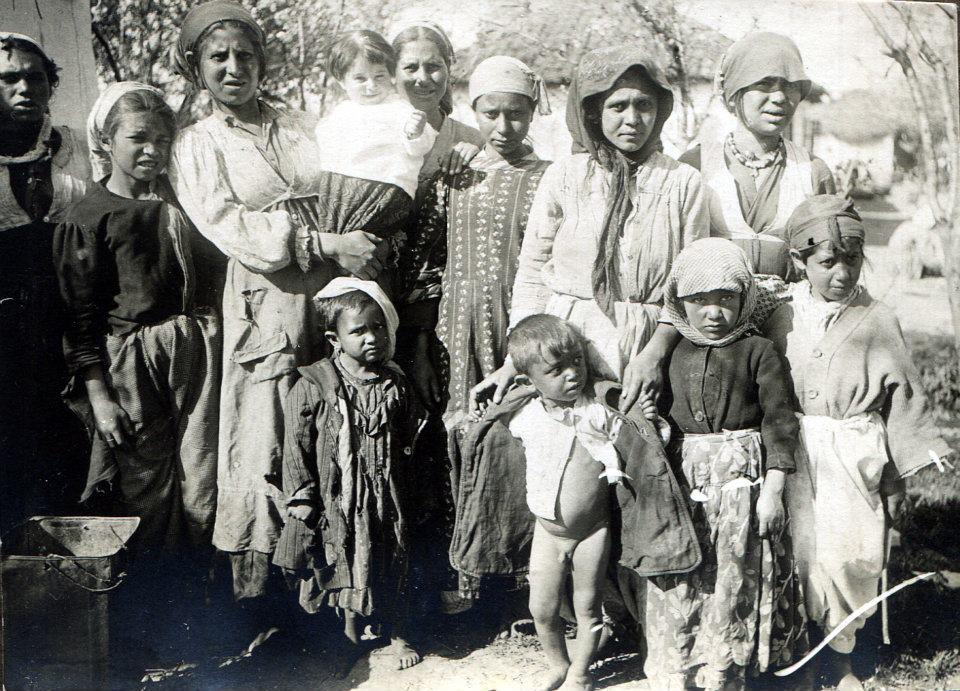
Roms de Serbie, 1914-1915.

## XVIIIesiècle
- Grande rafle de gitans (en) (Gran Redada de Gitanos, Espagne, 1749-1763)

## XXesiècle: persécution et extermination
Pendant la seconde guerre mondiale, ils sont victime du Porajmos (Genocide tsigane)

### Sources
- (es) Cet article est partiellement ou en totalité issu de l’article de Wikipédia en espagnol intitulé « Historia del pueblo gitano » (voir la liste des auteurs).